# Charles Le Cointe
Charles Le Cointe est un théologien, historien et diplomate français, prêtre de l'Oratoire, né à Troyes, le 4 novembre 1611, mort à Paris le 18 janvier 1681. 

## Biographie
Il fit ses études à Troyes, et ensuite à Reims, au collège des jésuites, qu'on venait d'y établir. II montra d'heureuses dispositions pour les lettres, s'y fit distinguer par son assiduité et son bon esprit, se concilia l'amitié de ses maîtres, et remporta souvent des prix. En 1629, il entra dans la congrégation de l'Oratoire, que venait d'établir le cardinal de Bérulle. Il servait la messe du pieux fondateur lorsque celui-ci mourut à l'autel. 
Après son année d'épreuve, le P. le Cointe fut envoyé à Vendôme, pour y professer les basses classes. Il enseigna ensuite la rhétorique à Nantes, à Angers et à Condom. Un goût particulier le portait à l'étude de l'histoire ; il crut devoir s'y préparer par une étude approfondie de la chronologie et de la géographie. Il fit aussi entrer dans son plan la politique et les intérêts des princes, surtout en ce qui concerne la France. 
Deux harangues qu'il prononça à Angers, pendant qu'il y professait la rhétorique, prouvent combien il avait déjà fait de progrès dans ces sciences. Est-ce parce que le supérieur général de l'Oratoire, Bourgoin, connaissait l'habileté du P. le Cointe dans cette science, qu'il l'envoya à Vendôme la professer aux pensionnaires, ou est-ce parce que, faisant peu de cas de cette étude, il regardait le P. le Cointe comme un sujet peu utile, ainsi que l'assure Richard Simon? C'est ce qui ne paraît point décidé. Est-ce aussi parce qu'il le considérait sous ce dernier rapport, que ce même supérieur général, pour s'en défaire, donna le P. le Cointe à M. Servien, qui, partant pour l'Allemagne, en qualité de ministre plénipotentiaire, lui demandait un chapelain et un confesseur pour son épouse, comme le dit le P. Niceron ? C'est ce qu'on aurait peine à concilier avec le récit du P. Dubois, confrère et ami du P. le Cointe, et qui a écrit les particularités de sa vie. 
Ce père dit expressément que le supérieur général de l'Oratoire, homme d'un esprit pénétrant, vir aculœ mentis, crut donner à M. Servien, dans le P. le Cointe, non seulement un prêtre propre à diriger la conscience de madame Servien, mais encore un homme habile dans les affaires, et un excellent négociateur. Ce qui est certain, c'est queM. Servien ne tarda pas à reconnaître tout le mérite du P. le Cointe, et l'utilité dont il pouvait lui être dans sa mission. Le P. le Cointe passa trois ans à Munster[Lequel ?]. Ses lumières et la sagacité de son esprit lui méritèrent l'estime des autres plénipotentiaires, qui aimaient à le consulter, et qui souvent s'en rapportaient à sa décision. II y fit connaissance avec le nonce Fabio Chigi, depuis pape sous le nom d'Urbain VIII, qui l'a toujours honoré de son estime. 
C'est le P. le Cointe qui dressa les préliminaires de la paix, et qui fournit la plupart des mémoires pour le fameux traité de Münster. De retour à Paris, ses supérieurs le renvoyèrent encore à Vendôme. Le duc de Mercœur, depuis duc de Vendôme et ensuite cardinal, habitait cette ville ; ce prince prit en affection le P. le Cointe, l'appelait souvent à sa table, et se plaisait à converser avec lui des matières d'histoire et de politique. Alors étudiant au collège de Vendôme le jeune Pomereu, fils du premier président du grand conseil, d'un esprit et d'un jugement au-dessus de son âge. Le P. le Cointe se plut à cultiver d'aussi heureuses dispositions. M. de Pomereu père en fut si reconnaissant, qu'il pria le supérieur général de l'Oratoire d'appeler le P. le Cointe à Paris, et il vint demeurer à Saint-Magloire. 
Libre de toute autre occupation, il résolut d'exécuter le projet qu'il avait formé depuis longtemps d'écrire les Annales ecclésiastiques de France. Dans son séjour à Munster, il en avait fait part au nonce Chigi, qui l'y avait encouragé, et il avait déjà préparé beaucoup de matériaux. On l'appela à l'Oratoire de la rue Saint-Honoré en 1661, et on le chargea de la bibliothèque. Le ministre Colbert, avec qui il avait eu des relations, le fit connaître au cardinal Mazarin, qui lui accorda une pension de 1 200 francs, à laquelle le roi en ajouta une de 5OO. 
Colbert, à qui il avait plusieurs fois fourni d'excellents mémoires, voulut aussi lui en faire une. La publication des Annales ecclésiastiques lui occasionna quelques différends avec les écrivains de son temps, le P. Clufflet, jésuite, D. Luc d'Achéry et d'autres savants bénédictins. M. de Harlay, archevêque de Paris, voulut qu'une de ces discussions fût traitée devant lui. La conférence se tint, au mois de février 1673, chez ce prélat, en présence du P. Lachaise, et du P. de Saillans, supérieur de l'Oratoire. Chacun des deux contendants soutint son opinion avec autant d'esprit que de force et de politesse, Quoique le P. Cliifflet ne se rendît point, l'archevêque donna gain de cause au P. le Cointe. Il continuait son travail sur l'histoire ecclésiastique, lorsqu'il mourut à l'Oratoire de Paris, le 18 janvier 1681.
Le P. le Cointe avait entretenu des liaisons avec les personnages les plus célèbres de son temps. Louis XIV l'honorait de son estime et lui en donna des marques. Le pape Urbain VII voulait bien avoir avec lui un commerce de lettres. D'Achéry, Mabillon, Henschenius, Baluze, ont fait son éloge. Aux plus belles qualités de l'esprit, aux connaissances les plus étendues, il joignait un caractère aimable. Il ne connaissait d'autre occupation que la prière et l'étude. Il aimait la conversation des personnes instruites, et il contait lui-même agréablement. On ne conçoit pas comment il a pu suffire à ses immenses travaux, ne se servant jamais de secrétaire. Les huit tomes si volumineux de ses annales étaient entièrement écrits de sa main, ainsi que beaucoup d'autres ouvrages inédits. Sa mémoire était admirable. 

## Publications
Ses ouvrages sont : 
1. Annales ecclesiastici Francorum, Paris, imprimerie royale, 8 vol. in-fol. Le premier parut en 1665, les autres successivement jusqu'au 7e, qu'on imprima en 1679. Lorsque le P. le Cointe mourut, il y avait environ 400 p. du 8e d'imprimés. Le P. Dubois, de l'Oratoire, l'acheva sur les papiers du P. le Cointe, dont il mit la vie en forme de préface à la tête de ce volume, qui parut en 1685. Ces huit volumes renferment un espace de 428 ans (et non pas, comme le dit Moréri, 255), à compter de l'an 417, époque à laquelle le P. le Cointe fixe le commencement du règne de Pharamond, jusqu'à l'an 845. C'est un livre d'une rare érudition. On y trouve les actes des rois, les fondations des églises et des monastères, les vies des évêques et des abbés, l'histoire des conciles et des synodes des lettres, des chartes, et une infinité de monuments, concernant les antiquités ecclésiastiques. L'ouvrage est enrichi de savantes, dissertations sur différents points de critique, et de recherches extrêmement curieuses. Le plus souvent l'auteur y rapporte le texte même des anciens historiens. Il en résulte de l'inégalité dans le style et l'inconvénient d'une lecture un peu sèche pour ceux qui n'y chercheraient que de l'agrément ; mais les esprits sérieux y trouveront une instruction solide et une judicieuse critique. La chronologie diffère quelquefois de celle des autres auteurs ; alors le P. le Cointe donne les motifs de cette différence. Le Père Julien Loriot, de l'Oratoire, a réduit les Annales ecclésiastiques à 5 vol. in-4°, et les a continuées jusqu'en 1643 ; l'ouvrage n'a point paru, et le manuscrit était resté dans la bibliothèque de l'Oratoire de la rue St-Honoré.
2. Deux harangues prononcées à Angers, et imprimées sous ce titre : Orationes pro lectionum auspicalione in collegio Andinohabilœ, ann. Christi 1640 et 1641, in-4°. La première est sur la naissance de Philippe, duc d'Anjou, second fils de Louis XIII ; l'autre sur la division du Portugal et de la Castille, et l'union de la France et du Portugal. Ces deux pièces sont remplies en marge de notes et de citations historiques. Niceron, ou plutôt le P. Bougerel, aussi de l'Oratoire, et auteur de cet article dans les Mémoires pour servir à l'histoire des hommes illustres, n'en fait point mention.

Les ouvrages laissés manuscrits par le P. le Cointe sont : 
1. Mémoires pour servir à l'histoire de Marseille et de la Provence. Ils devaient être au nombre de quatre ; il n'y en eut que deux de composés le second finit au XIe siècle.
2. Journal du voyage à Munster. Ce sont des extraits de mémoires et des pièces relatives au traité.
3. Traité succinct des vraies maximes d'aucuns princes de l'Europe en est fait mention dans la Bibliothèque historique de France du P. Lelong, sous le no 12216.
4. Nouvelle édition des œuvres de Saint Grégoire de Tours. Le P. Le Cointe prétendait que le texte de cet historien avait été altéré par Guillaume Pavvi, qui l'avait publié le premier. Il revit ce texte avec soin, et le corrigea sur onze manuscrits ; il ne put mettre la dernière main à ce travail. Le P. Dubois de l'Oratoire, à qui il avait légué ses manuscrits, devait l'achever, et publier l'édition avec plusieurs ouvrages, mais rien n'a paru. On trouve dans le 2e vol. des Annales ecclésiastiques une critique des six premiers livres de Grégoire de Tours.

## Source
« Charles Le Cointe », dans Louis-Gabriel Michaud, Biographie universelle ancienne et moderne : histoire par ordre alphabétique de la vie publique et privée de tous les hommes avec la collaboration de plus de 300 savants et littérateurs français ou étrangers, 2e édition, 1843-1865 [détail de l’édition]